# Кумголь
Кумго́ль (каз. Құмкөл) — село у складі Аксуатського району Абайської області Казахстану. Адміністративний центр Кумгольського сільського округу.
Населення — 1079 осіб (2021; 1210 у 2009, 1905 у 1999, 2124 у 1989).
Національний склад станом на 1989 рік:
- казахи — 100 %

У радянські часи село називалось також Кулбабас.